# Назарій Міланський
Святий Назарій (італ. San Nazario, San Nazaro, англ. Saint Nazarius, фр. Nazaire, нар.: 37? Рим — пом. 76 Мілан) — ранньо-християнський святий, син християнки Перпетуї та юдея Африкана, народився в Римі, Італія, був обезголовлений за сповідування християнської віри за наказом Нерона в Мілані.
Святі мученики Назарій, Гервасій, Протасій та Келсій постраждали під час царювання імператора Нерона (54 — 68). Святий Назарій народився в Римі та був хрещений єпископом Ліном. З юних років святий Назарій вирішив посвятити своє життя проповіді Христового вчення та наданню допомоги переслідуваним християнам. З цією метою він покинув Рим та прибув у Мілан. Відвідуючи християн в Медіоланській темниці, Назарій познайомився там з близнюками Протасієм та Гервасієм. Браття-близнюки народилися в місті Медіолані (Мілані) в сім'ї багатих римських громадян — Віталія та Валерії. Залишившись сиротами (їхні батьки були замучені за християнську віру), браття близнята роздали майна бідним, відпустили на волю рабів та посвятили себе посту та молитві. За сповідування Христа погани замкнули їх до темниці. Святий Назарій полюбив близнят і, як міг, полегшував їхні страждання. За це погани побили його та вислали з Медіолану. Святий Назарій поїхав у Галлію і там успішно проповідував християнство та навернув багатьох поган.
У місті Кімелі він хрестив сина однієї християнки на ймення Келсій і, виховавши його, набув собі вірного ученика та сподвижника в місіонерській роботі. За проповідь християнства погани віддали їх на розшарпання диким звірям, але звірі не торкнулися святих. Потім намагалися втопити мучеників у морі, але вони ходили по воді, як по суші. Воїни, що виконували страту, були так вражені, що самі прийняли християнство та відпустили святих мучеників.
Звільнені Назарій та Келсій відійшли в Медіолан та відвідали в темниці мучеників Гервасія та Протасія. Про це донесли Нерону. Той наказав обезголовити святих Назарія та Келсія. Незабаром після цього стратили і святих братів Гервасія та Протасія.
Через багато років, у часи правління святого царя Феодосія (408—450), святитель Амвросій, єпископ Медіоланський, за об'явленням із неба, відкрив мощі святих мучеників. Святі мощі, що прославилися багатьма зціленнями, були урочисто перенесені в Медіоланський собор.

## Свята
- 14 жовтня (27 жовтня за юліанським календарем) — церква святкує пам'ять святого Назарія, його учня Келсія, а також святих мучеників братів-близнюків Гервасія та Протасія. Цього ж дня церква вшановує преподобну Параскевію, святого священномученика Селівана пресвітера, преподобного Миколу Святошу, князя чернігівського.